# Schronisko i wieża widokowa na Przedniej Kopie
Schronisko i wieża widokowa na Przedniej Kopie (496 metrów n.p.m.) – obiekty wybudowane w I połowie XX wieku w okolicy Głuchołaz, na Dolnym Śląsku. W tym okresie miasto było popularnym uzdrowiskiem, do którego zjeżdżało wielu turystów i kuracjuszy.
W latach 70. XIX wieku grupa mieszkańców założyła Promenadeverein (Towarzystwo Promenadowe), mające promować Głuchołazy w celu uzyskania przez nie statutu uzdrowiska. Początkowo oznaczono sieć tras spacerowych na pobliską Przednią Kopę (niem. Vorder-Koppe). W 1898 r. wybudowano na szczycie kamienną wieżę widokową Hohenzollernwarte (w 1902 r. powstała druga wieża widokowa w okolicy Głuchołaz – drewniana, na Średniej Kopie). Wieża wysoka na 16,5 metra przypominała średniowieczną warownię i cieszyła się dużym powodzeniem turystów – w ciągu roku od otwarcia odwiedziło ją 7 tysięcy osób.
Wkrótce przy wieży stanął prowizoryczny bufet, dzierżawiony od 1901 r. przez miejscowego cukiernika Paula Galle. W 1926 r. rozpoczął on obok wieży budowę schroniska turystycznego Holzbergbaude (od Holzberg - Góry Chrobrego). Władze Głuchołaz udzieliły mu pożyczki oraz bezpłatnego drewna i kamienia. Otwarty w 1927 r. obiekt stał na miejskim gruncie. Posiadał kuchnię, pomieszczenia gospodarcze, bufet z salą na 80 osób i dużą salą do zabaw dla 300 osób. Na gości czekało 5 pokoi z 8 łóżkami. W środku było centralne ogrzewanie oraz oświetlenie elektryczne.
Po II wojnie światowej schronisko zdewastowano, z kolei wieżę obniżono o 5 metrów na polecenie władz wojskowych. W 1959 r. schronisko zaczęto remontować, a rok później otwarto je jako Dom Wycieczkowy, prowadzony przez Wojewódzkie Przedsiębiorstwo Turystyczne z Opola. Podczas prac remontowych dokonano wielu zmian – m.in. sala restauracyjna miała teraz niemal całkowicie przeszklone ściany, co spowodowało nie tylko utratę klimatu górskiego schroniska, ale również duże problemy z utrzymaniem ciepła w zimie.
Na początku lat 90. budynek przekazano osobie prywatnej, ale w 1996 r. spłonął. Od 2004 r. posiada nowego właściciela. Do 2017 roku pozostawało w stanie ruiny, w tymże roku obiekt kupił Bronisław Łanowski z USA i poddał go rewitalizacji (w 2021 roku inwestycja była niemal zakończona). Wieża widokowa istnieje do dziś, lecz jest niedostępna dla turystów.

## Piesze szlaki turystyczne
- Główny Szlak Sudecki na odcinku: Głuchołazy - Przednia Kopa - Jarnołtówek
- szlak okrężny, łączący szczyt, część zdrojową Głuchołaz oraz rezerwat Nad Białką